# Ливница челика Јелшинград
Јелшинград ливница челика је бањaлучка металуршка фирма. Пуни назив јој је Јелшинград Ливар Ливница челика а. д. Бања Лука.

## Историја
Ливница целика Јелшинград основана је 1936. године у Краљевини Југославији, као ливница жељеза и челика и механичка радионица. У следећој, 1937. години, изграђени су сви производни и пратећи објекти и инсталирана је комплетна опрема за производњу одливака и разних машина.
Дана 21.04.1945. године као последица ратних дејстава разорени су и уништени сви објекти и постројења “Јелшинграда”. Брзо се приступило обнови и “Јелшинград” је већ 1946. године из приватног власништва, оснивача грађевинског инжењера Виктора Цајза прешао у државно власништво што је потврђено Рјешењем Владе СФРЈ од 14. априла 1947. године. Истим Рјешењем је установљено да је предузеће од савезног значаја. До 1964. године ливница је била универзална ливница за жељезо, челик и обојене метале и тада је одлучено да се посвети само ливењу челичних одливака.
1973. године Јелшинград је био Радна организација са 6 основних организација: Ливница челика - Бања Лука, Ливница челика - Бачка Топола, Творница алатних стројева - Бања Лука, Творница стројева -  Босанска Градишка, Творница лаких алатних стројева и дизалица - Прњавор и Творница стројева и уређаја - Котор Варош.
Дана 1.6.2005. године, Ливница целика Јелшинград је приватизована од стране Ливара из Иванчне Горице који је тада постао власник са 67,97% капитала.